# Telêmaco
Telêmaco (português brasileiro) ou Telémaco (português europeu) (em grego:  Τηλέμαχος, Tēlemakhos), na mitologia grega, era neto de Laerte, e filho de Penélope e do herói Odisseu (mais conhecido por Ulisses, seu nome em Roma), que deixou sua família, quando Telêmaco ainda era bebê, para lutar em Troia. Como narrado na Odisseia de Homero, Odisseu gastou anos para conseguir regressar à rochosa Ítaca, seu lar, devido a perseguição que sofreu pelo imortal Poseídon, que, ofendido por Odisseu ter ferido um de seus ciclopes preferidos, atrasava seu retorno pelo mar com toda sorte de aflições, como ventos sempre desfavoráveis, redemoinhos e fortes tempestades, que o levavam a vagar de ilha em ilha.
Telêmaco passa grande parte de sua vida buscando notícias sobre seu pai, pois sempre contrariou todas as expectativas de ter perecido nos mares, assim como sua mãe, Penélope, que consegue evitar os pretendentes ao lugar de Odisseu visando suas terras e posses.
Assim que Telêmaco nasceu, Odisseu foi convocado para lutar na Guerra de Troia. Para tentar escapar da convocação, fingiu estar louco, arremessando sal em suas plantações e puxando o arado como se fosse um boi. O emissário Palamedes não ficou convencido e decidiu então colocar o seu filho, Telêmaco, na frente do arado, esperando pela reação de Odisseu. Este, então, parou de arrastar o arado, na iminência de assassinar o próprio filho, provando a sua sanidade e sendo enviado, pois, à guerra.
Vinte anos mais tarde, quando Odisseu retornou, pai e filho decidem assassinar todos os usurpadores que tentavam casar com sua esposa com o Arco da Morte.
Segundo Aristóteles e Díctis de Creta, Telêmaco casou-se com Nausícaa, filha do rei Alcínoo.